# Карванський Дмитро Іванович
Карванський Дмитро Іванович (псевдо: «Орський», «Кер» ) (* 21 жовтня 1913, с. Станіславчик, біля Перемишля, нині Польща — 7 січня 1946, Бірча, нині Польща) — діяч ОУН, поручник Дивізії «Галичина» та УПА, сотенний сотні «Громенка» «Ударники-2».

## Життєпис

### Дитинство та юність
Дмитро Карванський народився 21 жовтня 1913 р. в Станиславщику біля Перемишля, в родині Івана та Анни. Коли Дмитру було два роки, помер його тато.
Початкову освіту здобув у рідному селі, а відтак вчився в українській гімназії в Перемишлі, яку успішно закінчив у 1934 р. Мама бачила нахил до науки сина, намагалася його переконати, щоб він вчився на священика. Але він горнувся до громадської та культурно-освітньої праці. Активно працює в молодіжній організації, а згодом у «Просвіті», в селах Перемищини закладає гуртки «Сільського господаря», співпрацює з українським кооперативним рухом і тим заробляє гроші на навчання.

### Бойова біографія
Працюючи на громадській ниві, Дмитро неодноразово зустрічався із дискримінаційною політикою, яку здійснювала польська окупаційна влада на Перемищині, тому вступив до лав ОУН. 
Дмитро здобув вищу економічну освіту в Познані, писав магістерську працю на тему «Льон і коноплі», але не захистив її, бо настала війна.
В перші роки окупації працював на різних посадах в Перемишлі, а після розколу в ОУН в 1940 р. Дмитро Карванський став на бік полковника А. Мельника і був на Перемищині одним із активних діячів цієї гілки. Від заснування Українського Центрального Комітету в Кракові, очолюваного В. Кубійовичем, брав участь у його роботі, а згодом приєднався до створення Української Дивізії «Галичина». Проводив серед українців роз'яснювальну роботу. В результаті з теренів Перемищини, Ярославщини і Любачівщини зголосилися до дивізії численні колишні вояки різних формацій і навіть шкільна молодь. Дивізію розглядали  як військову організацію, в якій українці повинні здобути військовий вишкіл і зброю, з допомогою якої боротися за свою незалежну державу.
До лав Дивізії Дмитро Карванський вступив у травні 1943 р., а влітку 1944 р., із званням поручика, перейшов у підпілля УПА. Там він послуговувався псевдонімом «Орський» і «Кер». Спочатку виконував обов'язки в Надрайоні ОУН «Холодний Яр», а згодом як перший чотовий у сотні «Громенка». Чотовий «Орський» відзначався добрим організаційно-військовим хистом. Після важкого поранення командира, сотенний зайняв місце «Громенка». У жовтні 1945 р. сотня «Орського» провела декілька вдалих боїв у селах Сільча, Залісся і Вапільцях.

### Загибель у Бірчі
На Святвечір, в січневий морозний день 1946 р., в Бірчі у бою загинули сотенний «Орський», командир «Коник» та понад 20 інших повстанців.

### Дружина Анна
У підпіллі «Орський» познайомився з Анною Телятинською і безмежно закохався. Анна народилася 1 січня 1924 р. в Буховичах у Мостиському повіті. У батьків Марії та Миколи було четверо дітей три сини – Іван, Микола і Павло та Анна. Анна  навчалась в гімназії в Перемишлі, а згодом перевелася до Мостиської середньої школи. З батьківської хати, церкви, української школи та юнацтва ОУН винесла вона національний дух і патріотизм, який покликав її до майбутньої визвольної боротьби українського народу.
В ОУН Анна-«Рома» пройшла у підпіллі кілька ідеологічних та санітарних вишкільних курсів. На доручення Українського Допомогового Комітету (УДК) вона засновувала й вела дитячі садочки для українських дітей, працювала в мережі підпільного Українського Червоного Хреста (УЧХ), була районовою, організовувала мережу філій УЧХ на Мостищині та Перемишльщині у другому районі надрайону «Холодний Яр» під підпільними псевдо – «Лісова» та «Рома». Анна стала до лав УПА, а разом з нею вступили в боротьбу троє її братів – Іван, Микола і Павло. Живою залишилася тільки Анна, брати впали смертю героїв за рідний край.
В УПА Анна познайомилася з першим своїм чоловіком – Дмитром Карванським «Орським» – сотенним УПА – і в серпні 1945 р. із ним одружилася. Гарним, світлим та чистим було подружжя Карванських, але воно було і коротким, як спалах серпневої зірки.
Пізньої осені 1946 року «Лісова» була скерована на зв’язковий пункт до Кракова, там виконувала обов’язки зв’язкової. 12 травня 1947 р. в т. зв. «Краківському котлі» була заарештована польською службою безпеки. Після страшних поневірянь, тортур та знущань під час слідства, 21 травня 1948 року, більш ніж через рік, військовим судом у Рядові Анна була засуджена до 14-річного ув’язнення.
Московсько-большевицькі окупанти за приналежність до українського підпілля дітей із родини Тялятинських – вцілілих братів Романа і Зеновія та сестер – Емілію і Дарію та їх батьків – вислали до Сибіру. Тож було покарано всю родину підпільниці «Роми» на далекому засланні, а вона сама переживала неймовірно жорстокі випробування в підпіллі.
Пізніше Анні вдалось виїхати в США, де вона вийшла заміж за колишнього вояка УПА Романа Байляка-«Романа».
На еміграції подружжя українських патріотів – Роман та Анна Байляки – активно працювали у багатьох українських громадських організаціях, гостро відчуваючи свій обов’язок перед загиблими побратимами, вони разом багато років вимагали від польського уряду права на перепоховання загиблих воїнів УПА у польському селі Бірча.
Серед книг подружжя Байляків, виданих у Варшаві під редакцією проф. Романа Галана, є такі: «Во ім’я Твоє» (2000), «Україно, визнай» (2002), і «Богунова тридорога» (2004), перші дві написані Анною Карванською-Байляк, третя – Романом Байляком на базі ґрунтовних архівних матеріалів і присвячені боротьбі вояків Української Повстанської Армії в роки Другої світової війни і повоєнні роки. Крім цих книжок, подружжя Байляків ще раніше подарувало багатьом закладам в Україні також кілька маленьких книжечок і брошур, як то «Колядки і щедрівки», «За що боролася УПА», «10 років Всеукраїнській лізі українських жінок», багато часописів із різними публікаціями та віршами, кольорові світлини та комп’ютерну техніку

### Пам'ять. Боротьба за перепоховання
Після бою 23 тіла вбитих повстанців, серед яких були і командир «Коник» і чотовий «Павленко», поскладали у глибокий рів і присипали землею, де з часом не стало видно місця поховання. Пізніше могила вояків УПА увійшла до присадибної ділянки мешканця Бірчі Яна Ляшкевича. Він використовував її як пасовище для корів, хоч знав про місце поховання та змінювати нічого не хотів.
Лише з розпадом більшовицької імперії українська спільнота в Польщі почала вимагати від муніципальних влад в Бірчі і Ряшівського воєводства увіковічнити пам'ять героїв могилою і пам'ятником на ній. Такий дозвіл після довгих митарств було одержано. Могила і надгробний пам'ятник було побудовано. Але  щороку над ним знущалися польські шовіністи.
В 1998 році Братство ОУН-УПА підняло питання через польське консульство у Львові дозволити перенести останки 23-х  повстанців із Бірчі в Пікуличі коло Перемишля і там їх перезахоронити в безпосередній близькості до могили вояків УГА.
Дружина Дмитра Анна Карванська-Байляк потратила дев’ять років намагаючись добитися від польської влади дозволу на перепоховання. У 1994 році в канцелярії Перемиського воєводи вона отримала точну відповідь, яка пояснила причини її тривалого поневіряння: «Якби ваш уряд визнав УПА за учасника боротьби за незалежну Україну, поховали б ми їх, ваших повстанців, на нашому військовому цвинтарі в Пикуличах без проблем. Хто має то зробити за вас?».
Та все ж роки виснажливого листування  між Нью-Йорком, Варшавою, Перемишлем, Львовом, Бірчею, Ряшевом – призвели до рішення Головної ради охорони місць боротьби й мучеництва: перезахоронити ексгумовані останки з бірчанської могили 7 липня 2000 року в Пикуличах, під Перемишлем. Українським організаціям сповістили про це за тиждень до акції. Разом із цими останками був похований прах ще 19-ти УП-івців, яких було розстріляно 22 травня 1947 року в селі Лішна при проведенні акції «Вісла».